# Anchoa nasus
Anchoa nasus is een  straalvinnige vissensoort uit de familie van ansjovissen (Engraulidae). De wetenschappelijke naam van de soort is voor het eerst geldig gepubliceerd in 1867 door Kner & Steindachner.
De soort staat op de Rode Lijst van de IUCN als niet bedreigd, beoordelingsjaar 2008.